# Adele Neuhauser
Adele Neuhauser (Atene, 17 gennaio 1959) è un'attrice austriaca attiva principalmente in campo televisivo e teatrale.
Tra grande e, soprattutto, piccolo schermo è apparsa in circa una novantina di differenti produzioni, a partire dalla fine degli anni Ottanta: tra i suoi ruoli più noti, figurano quelli nelle serie televisive Tatort e Quattro donne e un funerale, ruoli che le sono valsi più volte il Romy-Award. È la nipote dell'artista Leopold Schmid e la moglie dell'attore Zoltan Paul e la madre dell'attore Julian Pajzs ed è membro dell'Akademie des Österreichischen Films (Accademia del film austriaco).

## Biografia

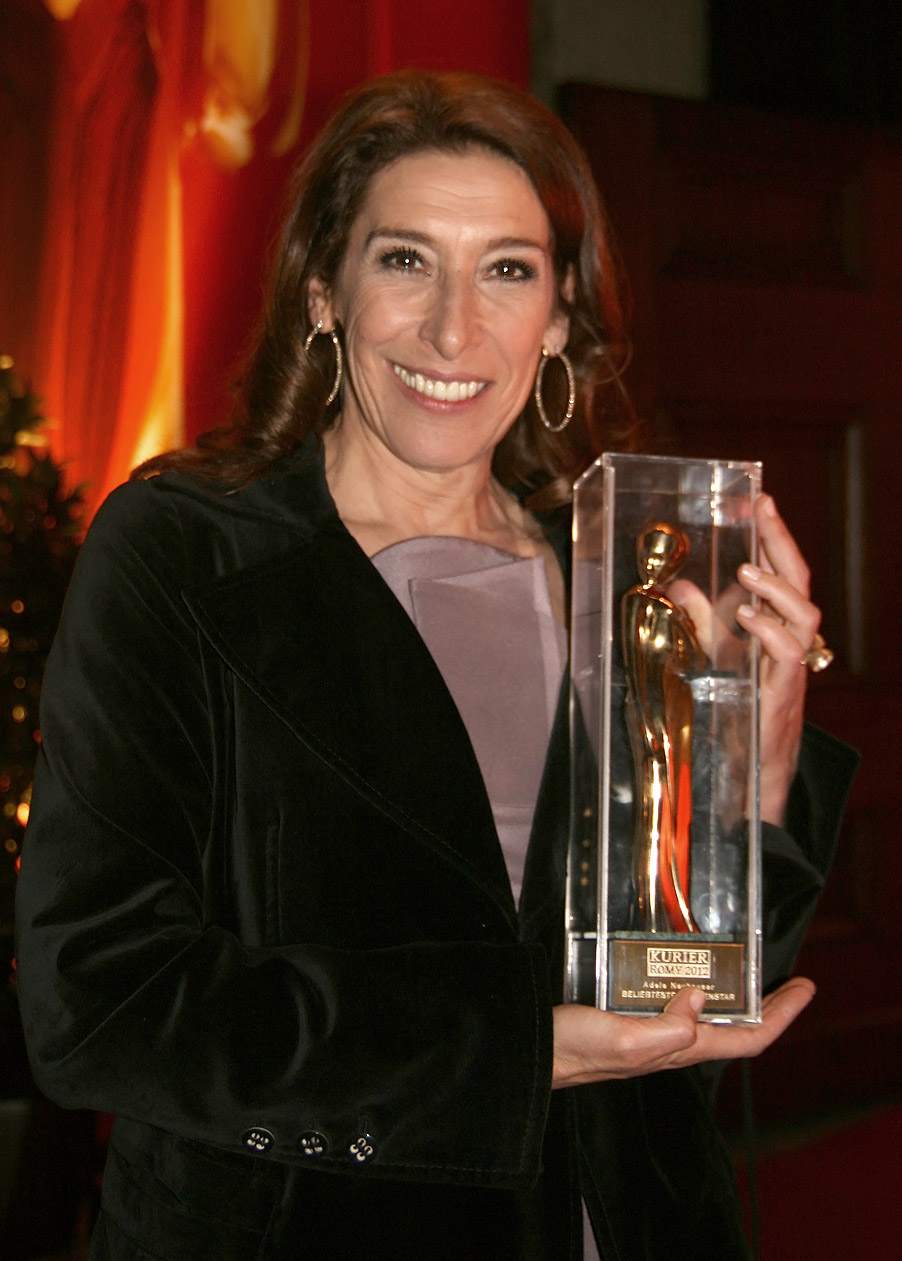
Adele Neuhauser ai Romy-Awards del 2012

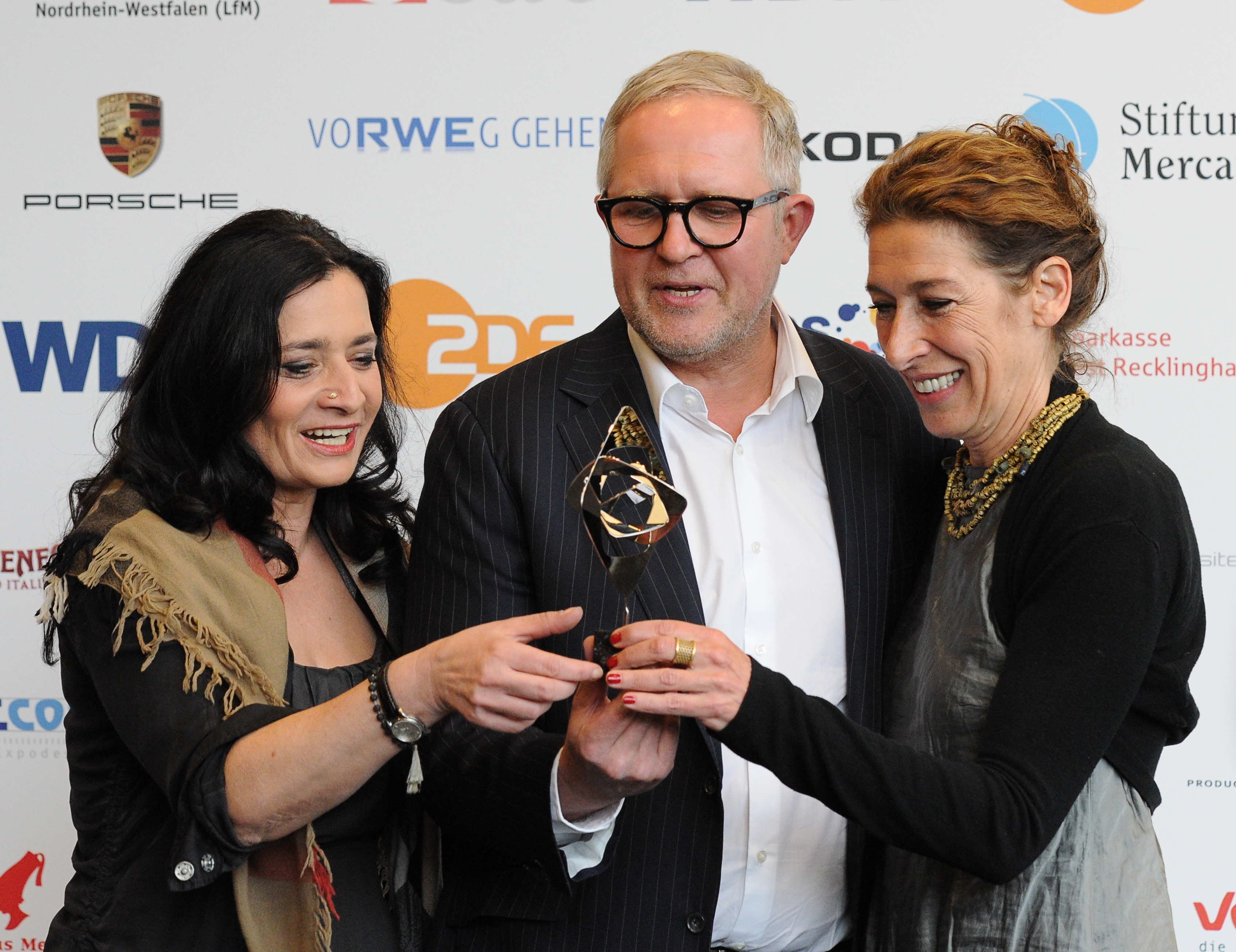
Adele Neuhauser (a destra nella foto) assieme a Sabine Derflinger e Harald Krassnitzer ai Premi Grimme del 2014

Adele Neuhauser nasce ad Atene il 17 gennaio 1959, da padre greco e madre austriaca: è l'ultima figlia di Elisabeth e Georg Neuhauser.
All'età di quattro anni, si trasferisce con i genitori a Vienna e, dopo il divorzio dei genitori, all'età di nove anni, decide di andare a vivere con il padre.  Sin da bambina, coltiva il sogno di diventare attrice.
Dopo aver frequentato, tra il 1975 e il 1978, la scuola di recitazione Krauss di Vienna, si trasferisce in Germania, dove inizia a lavorare nei teatri di varie città, quali Essen, Magonza e Ratisbona.
Nel 1981 sposa il collega Zoltan Paul (alias Pajzs): dal matrimonio nasce nel 1987 un figlio di nome Julian.
Nel 1988 fa il proprio debutto sul piccolo schermo, interpretando un ruolo da guest-star nel primo episodio della serie televisiva Anwalt Abel.
A partire dal 2005 è tra le protagoniste, nel ruolo di Julie Zirbner, della serie televisiva Quattro donne e un funerale (Vier Frauen und ein Todesfall).
In seguito, a partire dal 2011, è protagonista, al fianco di Harald Krassnitzer, della serie televisiva Tatort (serie dove era già apparsa in precedenza come guest-star), dove interpreta il ruolo di Bibi Fellner.
Nel 2017 pubblica la propria autobiografia, intitolata Ich war mein grösster Feind (ovvero "Ero il mio più grande nemico").

## Filmografia parziale

### Cinema
- Spieler, regia di Dominik Graf (1990)
- Irren ist männlich, regia di Sherry Hormann (1996)
- Die drei Königskinder, regia di Frank Stoye (2019)

### Televisione
- Anwalt Abel - serie TV, episodio 01x01 (1988)
- Tatort - serie TV, 30+ episodi (1989-...)
- Davon stirbt man nicht - film TV, regia di Christine Hartmann (2002)
- Die Rosenheim-Cops - serie TV, episodio 02x15 (2003)
- Schulmädchen - serie TV, episodi 01x02-01x05-01x06 (2004)
- Italiener und andere Süßigkeiten - film TV, regia di Ute Wieland (2004)
- Die Kirschenkönigin - miniserie TV (2004)
- Un cane per Natale (Der Weihnachtshund) - film TV, regia di Michael Keusch (2004)
- Insieme per forza (Endlich Urlaub!) - film TV, regia di Jan Ruzicka (2005)
- Quattro donne e un funerale (Vier Frauen und ein Todesfall) - serie TV, 51 episodi (2005-2019)
- Arme Millionäre - serie TV, episodio 02x03 (2006)
- Un avvocato per papà (Geküsst wird vor Gericht), regia di Zoltan Spirandelli – film TV (2006)
- Zwei Weihnachtshunde - film TV, regia di Lenard Fritz Krawinkel (2005)
- Zwei zum Fressen gern - film TV, regia di Simon X. Rost (2006)
- Doctor's Diary - Gli uomini sono la migliore medicina (Doctor's Diary - Männer sind die beste Medizin) - serie TV, 9 episodi (2008-2011)
- La cortigiana (Die Wanderhure), regia di Hansjörg Thurn – film TV (2010)
- Traum aus Schokolade - film TV, regia di Oliver Dommenget (2010)
- Clara Immerwahr - film TV, regia di Harald Sicheritz (2014)
- Konrad & Katharina - film TV, regia di Francis Meletzky (2014)
- Venus im vierten Haus - film TV, regia di Sebastian Grobler (2018)

## Opere letterarie
- 2017: Ich war mein grösster Feind (autobiografia)

## Premi e nomination (lista parziale)
- 2011: Nomination al Romy Award come attrice preferita in una serie televisiva per Tatort
- 2012: Romy Award come attrice preferita in una serie televisiva per Tatort
- 2013: Romy Award come attrice preferita in una serie televisiva per Tatort e Quattro donne e un funerale
- 2014: Romy Award come attrice preferita in una serie televisiva per Tatort e Quattro donne e un funerale
- 2016: Romy Award come attrice preferita in una serie televisiva per Tatort e Quattro donne e un funerale
- 2017: Romy Award come attrice preferita in una serie televisiva per Quattro donne e un funerale

## Doppiatrici italiane
- Rosalba Bongiovanni in Quattro donne e un funerale[11]
- Valeria Falcinelli in Tatort[12]